# Él y ella
Él y ella es una adaptación de la serie canadiense Un gars, une fille, producida por Diagonal TV y Tiburón TV consistente en una sucesión de gags sobre el mundo de la pareja. Dirigida por Xavier Borrell y Josep Maria Vidal, se emitió en diferentes televisiones autonómicas españolas durante 2002 y 2003.

## Argumento
La serie relata la vida en pareja en el día a día con un gran número de contextos y situaciones, todo ello contado en clave de humor.
En los diferentes episodios sólo intervienen Pep y Cristina, aunque ocasionalmente aparecen otras personas en escena aunque nunca se les llega a ver (sólo se les escucha). 

## Episodios
La serie consta de entre 13 y 190 episodios (según cada canal) con una duración de entre 6 y 30 minutos cada uno aproximadamente, y el número de episodios varió según cada televisión en la que fue emitida.
- Televisió de Catalunya (en catalán), 45 episodios de 6 minutos cada uno.
- Canal Nou y Telemadrid, 190 episodios de 6 minutos cada uno.
- Canal Sur de Andalucía, 125 episodios de 6 minutos cada uno
- Euskal Telebista de Andalucía, 13 episodios de 30 minutos cada uno para

## Premios
Nominada al mejor programa autonómico por la Academia de las Ciencias y las Artes de Televisión 2002.

## Adaptaciones
La adaptación española ha sido vendida a la cadena uruguaya Teledoce Televisor a Color

## Reparto
- Josep Julien como Pep.
- Cristina Solá como Cristina.

## Audiencias
La serie consiguió un share del 18.2% de media durante su emisión en Madrid. En algunos episodios llegó hasta el 28%.